# Веселовский, Алексей Александрович
Алексей Александрович Весело́вский (15 [27] февраля 1873,  Губино Можайского уезда Московская губерния — 11 декабря 1937, Бутовский полигон) — иерей, святой Русской православной церкви, причислен к лику святых как священномученик.

## Биография
Родился 15 (27) февраля 1873 года в селе Губино Можайского уезда Московской губернии в семье псаломщика Александра Веселовского.
В 1887 году окончил Перервинское духовное училище, а в 1894 году — Вифанскую духовную семинарию. Работал учителем народной школы.
В 1908 году был рукоположён во священника ко Введенскому храму в селе Клементьево Рузского уезда (ныне Можайского района) Московской губернии, где служил до 1910 года.
С 1911 по 1937 год служил в храме Рождества Богородицы в селе Старая Руза Рузского района Московской области.В 1920-х годах был лишён избирательных прав и раскулачен. В 1930 году был первый раз арестован и выслан из Рузского района. Через 2 года вернулся и продолжил своё служение.

## Арест и мученическая кончина
Был женат, но к моменту ареста жил один; жена уже умерла, а трое детей выросли и жили отдельно.
Был арестован 29 ноября 1937 года по обвинению в проведении активной контрреволюционной агитации. Заключён в Бутырскую тюрьму. На допросе ничьих имён не назвал и не признал обвинение в контрреволюционной деятельности.
Решением «особой тройки» при Управлении НКВД СССР по Московской области от 5 декабря 1937 года был приговорен к расстрелу. Расстрелян 11 декабря 1937 года на полигоне Бутово под Москвой, где погребен в безвестной общей могиле.

## Канонизация
Причислен к лику святых новомучеников и исповедников Российских.
День памяти: 26 ноября/11 декабря и в Соборе святых новомучеников и исповедников Российских.